# Mistrzostwa Rumunii w rugby union (1926)
Mistrzostwa Rumunii w rugby union 1926 – jedenaste mistrzostwa Rumunii w rugby union. Tytuł po roku przerwy ponownie zdobyła drużyna AP Stadiul Român București.
Niektóre z wyników meczów:
- RCB - Sportul Studențesc 11:6
- Stadiul Român - TCR 26:6
- Sportul Studențesc - TCR 11:4
- Stadiul Român - RCB 19:6
- Sportul Studențesc - RCB 30:0
- Stadiul Român – Avantul Sportiv 7:3
- Stadiul Român - Sportul Studențesc 11:11
- TCR - Stadiul Român 5:17
- Avantul Sportiv – Stadiul Român 6:33